# Barkot
Barkot (hindi बड़कोट) – miasto w północnych Indiach w stanie Uttarakhand, na pogórzu Himalajów Wysokich.
Populacja miasta w 2012 roku wynoiosła 10 874 mieszkańców.
- World Gazetteer